# Michael Hart
Pour les articles homonymes, voir Michael H. Hart et Hart.
Michael Stern Hart est né le 8 mars 1947 à Tacoma et mort d'un infarctus la nuit du 6 septembre 2011 à Urbana dans l’Illinois. Il est le créateur et l'animateur du projet Gutenberg, qui met sur l'Internet des livres libres de droit.

## Biographie
Le père de Michael Hart était comptable et sa mère cryptoanalyste durant la Seconde Guerre mondiale puis directrice commerciale dans un magasin de détail. En 1958, la famille déménage à Urbana, en Illinois, où les deux parents deviennent professeurs à l'université. Michael Hart a obtenu son diplôme de Bachelor of Sciences de l'université de l'Illinois à Urbana-Champaign en 1973.
Il est reconnu comme le créateur du premier livre numérique lorsqu'il mit sur ordinateur, le 4 juillet 1971, la Déclaration d'indépendance des États-Unis qu'il laissa en libre accès aux utilisateurs d'Arpanet. Il était encore étudiant mais avait obtenu un accès à un ordinateur du Materials Research Lab de l'université, à une époque où le temps de calcul était extrêmement onéreux. Peu passionné par le traitement de données, il imagina ce moyen intéressant d'utiliser la machine. On raconte qu'il avait d'abord songé à l'envoyer par courriel à tous les utilisateurs d'Arpanet. Mais on lui fit remarquer qu'il risquait de saturer le système. Il le déposa alors sur un serveur d'Arpanet.
Par la suite, il continue à copier, seul, des textes variés tels que la Bible, Alice au pays des merveilles ou les œuvres complètes de William Shakespeare. C'est une vraie bibliothèque de livres numériques qu'il fut le premier dans le monde à constituer. En 2024, le projet Gutenberg donne accès à plus de 70 000 livres qui peuvent être téléchargés sur les PC, liseuses, tablettes, etc.